# Championnats du monde de tennis de table 1930
Navigation
Édition précédente Édition suivante
Les championnats du monde de tennis de table 1930, quatrième édition des championnats du monde de tennis de table, ont lieu du 21 au 26 janvier 1930 à Berlin, en Allemagne.
Le titre en simple messieurs est remporté par le hongrois Viktor Barna, qui remporte également le titre en double et par équipe, associé à Laszlo Bellak, Lajos Dávid, István Kelen et Miklós Szabados.
Le titre en simple dames est remporté par la hongroise Mária Mednyánszky face à sa compatriote Anna Sipos.